# San Martín Jolalpan
San Martín Jolalpan är en ort i Mexiko.   Den ligger i kommunen Cualác och delstaten Guerrero, i den sydöstra delen av landet, 200 km söder om huvudstaden Mexico City. San Martín Jolalpan ligger 1 531 meter över havet och antalet invånare är 524.
Terrängen runt San Martín Jolalpan är lite bergig. Runt San Martín Jolalpan är det ganska tätbefolkat, med 108 invånare per kvadratkilometer. Närmaste större samhälle är Olinalá, 9,8 km nordväst om San Martín Jolalpan. I omgivningarna runt San Martín Jolalpan växer huvudsakligen savannskog.